# Giải bóng đá vô địch quốc gia Montenegro
Giải bóng đá vô địch quốc gia Montenegro (tiếng Montenegro: Prva crnogorska fudbalska liga — Prva CFL — 1. CFL; phát âm [pr̂ːvaː t͡srnǒɡorskaː fûdbaːlskaː lǐːɡa]), được gọi là Meridianbet 1. CFL vì lý do tài trợ, là giải bóng đá chuyên nghiệp hàng đầu tại Montenegro. Được thành lập vào năm 2006, giải đấu do Hiệp hội bóng đá Montenegro đứng đầu. 
Có 10 đội tham gia giải đấu này. Đội vô địch giải đấu sẽ bắt đầu vòng loại UEFA Champions League từ vòng hai. Đội xếp thứ hai và thứ ba cùng đội vô địch Cúp bóng đá Montenegro sẽ chơi ở vòng loại UEFA Conference League. Đội xếp cuối cùng sẽ xuống hạng, Giải bóng đá hạng nhất quốc gia Montenegro, và hai đội xếp hạng thấp tiếp theo sẽ chơi vòng play-off để phân định suất trụ hạng và xuống hạng.

## Danh sách các đội vô địch
Kể từ khi ra mắt tại mùa giải 2006–07, đã có 6 câu lạc bộ giành được danh hiệu vô địch. Tính đến cuối mùa giải 2020–21, Budućnost đã giành được 5 danh hiệu, tiếp theo là Sutjeska với 4 danh hiệu, trong khi Rudar và Mogren mỗi đội giành được 2 danh hiệu. Chỉ có Budućnost và Sutjeska bảo vệ thành công danh hiệu của mình trong mùa giải tiếp theo; ngoài ra, Sutjeska đã làm được điều này hai lần.
| 0†0 | Cũng vô địch Cúp bóng đá Montenegro. |

| Mùa giải | Vô địch       | Á quân    | Hạng ba         |
| -------- | ------------- | --------- | --------------- |
| 2006–07  | Zeta (1)      | Budućnost | Grbalj          |
| 2007–08  | Budućnost (1) | Zeta      | Mogren          |
| 2008–09  | Mogren (1)    | Budućnost | Sutjeska        |
| 2009–10  | Rudar (1)     | Budućnost | Mogren          |
| 2010–11  | Mogren (2)    | Budućnost | Rudar           |
| 2011–12  | Budućnost (2) | Rudar     | Zeta            |
| 2012–13  | Sutjeska (1)  | Budućnost | Čelik           |
| 2013–14  | Sutjeska (2)  | Lovćen    | Čelik           |
| 2014–15  | Rudar (2)     | Sutjeska  | Budućnost       |
| 2015–16  | Mladost (1)   | Budućnost | Rudar           |
| 2016–17  | Budućnost (3) | Zeta      | Mladost         |
| 2017–18  | Sutjeska (3)  | Budućnost | Mladost         |
| 2018–19  | Sutjeska (4)  | Budućnost | Zeta            |
| 2019–20  | Budućnost (4) | Sutjeska  | Iskra           |
| 2020–21  | Budućnost (5) | Sutjeska  | Dečić           |
| 2021–22  | Sutjeska (5)  | Budućnost | Dečić           |
| 2022–23  | Budućnost (6) | Sutjeska  | Arsenal         |
| 2023–24  | Dečić (1)     | Mornar    | Budućnost       |
| 2024–25  | Budućnost (7) | Petrovac  | Sutjeska Nikšić |

## Thống kê

### Theo câu lạc bộ
Budućnost đã giành được nhiều danh hiệu nhất, tổng cộng là sáu danh hiệu; đây là câu lạc bộ duy nhất giành chức vô địch hoặc á quân hơn 10 lần. FK Lovćen là đội duy nhất giành vị trí á quân nhưng chưa bao giờ giành được danh hiệu nào.
| Đội          | Thành phố | Vô địch | Á quân | Năm vô địch                                                   |
| ------------ | --------- | ------- | ------ | ------------------------------------------------------------- |
| FK Budućnost | Podgorica | 7       | 9      | 2007–08, 2011–12, 2016–17, 2019–20, 2020–21, 2022–23, 2024–25 |
| FK Sutjeska  | Nikšić    | 5       | 4      | 2012–13, 2013–14, 2017–18, 2018–19, 2021–22                   |
| FK Rudar     | Pljevlja  | 2       | 1      | 2009–10, 2014–15                                              |
| FK Mogren    | Budva     | 2       | -      | 2008–09, 2010–11                                              |
| FK Zeta      | Golubovci | 1       | 2      | 2006–07                                                       |
| OFK Titograd | Podgorica | 1       | -      | 2015–16                                                       |
| FK Dečić     | Tuzi      | 1       | -      | 2023–24                                                       |
| FK Lovćen    | Cetinje   | -       | 1      |                                                               |
| FK Mornar    | Bar       | -       | 1      |                                                               |